# 魯道夫·哈芬史坦
魯道夫·哈芬史坦（德語：Rudolf E. A. Havenstein），普鲁士波森省梅茲瑞茲人士，生於1857年三月十日，1923年十一月二十日卒於柏林，是為德國法學家與德意志帝國銀行（Reichsbank，德國的中央銀行）總裁，其任職總裁時，正值1921年至1923年德國惡性通貨膨脹時期。

## 生平
哈芬史坦來自於一個公務員家庭，於海德堡大学與柏林學習法律，1876年畢業後工作於普魯士法庭，一直服務到1887年，並結束他的法律生涯。1890年他轉任於普魯士財政部，從1900年至1908年任職普魯士邦銀行總裁，之後升任帝國銀行總裁，任期從1908年起直到他逝世。德國馬克自1908年起至1923年止，銀行經理團隊的草簽中，為首的第一個簽名即是哈芬史坦。第一次世界大戰時，曾鼓吹戰爭債券的發行，與債券作業關係密切。哈芬史坦死後葬於柏林達陵聖安娜公墓。

## 註解
1. ↑   The Penniless Billionaires, Max Shapiro, page 214, New York Time Books, 1980, ISBN 0-8129-0923-2